# Carrelet (menuiserie)
Pour les articles homonymes, voir Carrelet.
En sculpture et en menuiserie, un carrelet est un produit du sciage du bois dont la section est carrée ou sensiblement carrée. Le côté d’un carrelet est compris entre 15 et 50 millimètres.
Il est destiné soit à être sculpté directement, soit à être collé à d'autres carrelets en vue de réaliser une sculpture plus grande (ronde bosse principalement).   
En Suisse romande, le carrelet est une pièce de bois équarrie, utilisée, entre autres, pour la réalisation de charpente. La longueur courante se situant entre 8 × 8 × 400 cm et 10 × 12 × 500 cm.